# Tsjechisch Open
Het Tsjechisch Open is een oud golfkampioenschap. Het werd al voor de Tweede Wereldoorlog gespeeld en maakt sinds 1997 deel uit van de Europese PGA Tour. Het is het eerste toernooi van de Europese Tour achter het voormalige IJzeren Gordijn.

## Geschiedenis
De eerste drie edities werden gespeeld van 1994 tot en met 1996 op de Marianske Lazne Golf Club in Mariënbad. De club werd in 1905 door koning Eduard VII geopend en kreeg in 2003 het predicaat Koninklijk. Deze baan ligt op een hoogte van ongeveer 700 meter.
In 1997 werd het toernooi in Praag gespeeld, maar daarna werd het gestopt. In 1998 werd het toernooi geannuleerd op verzoek van de sponsors in verband met overstromingen in het voorgaande jaar. Daarmee verloor het toernooi haar vaste plaats op de agenda.
In 2008 stond het Open op de agenda van de Alps Tour.Europese Tour
Het Prosper Golf Resort is sinds 2009 gastheer van het toernooi.
Tsjechië heeft ruim zeventig golfbanen. De twee golfbanen van de Prosper Resort, waar het toernooi van 2009-2011 plaatsvindt, zijn ontworpen door Miguel Jiménez. Het toernooi werd op de Old Course gespeeld. De Europese Challenge Tour heeft de KB Golf Challenge op haar agenda staan.
In 2014 krijgt het toernooi een doorstart onder de naam D+D Real Czech Masters. Het wordt vijf jaar lang gespeeld op de Albatross Golf Resort, die in 2011 en 2012 werd gekozen tot Golf Resort van het Jaar. Manager sinds de opening in 2010 is de voormalige tourspeler David Carter, die onder meer de World Cup in 1998 won samen met Nick Faldo. In 2011 en 2012 heeft de Ladies Tour hier een toernooi gespeeld.

## Winnaars
| Jaar                                           | Baan                            | Winnaar                         | Score                           | Score                           | Prijzenpot                      |
| ---------------------------------------------- | ------------------------------- | ------------------------------- | ------------------------------- | ------------------------------- | ------------------------------- |
| 1937                                           | Mariánské Lázně Golf Club       | Henry Cotton                    |                                 |                                 |                                 |
| 1938                                           | Karlovy Vary                    | Henry Cotton                    |                                 |                                 |                                 |
| 1990                                           |                                 | Alex Cejka                      |                                 |                                 |                                 |
| 1992                                           |                                 | Alex Cejka                      |                                 |                                 |                                 |
| Chemapol Trophy Czech Open                     |                                 |                                 |                                 |                                 |                                 |
| 1994                                           | Mariánské Lázně Golf Club       | Per-Ulrik Johansson             | 237                             | -11                             | £ 504.470                       |
| 1995                                           | Mariánské Lázně Golf Club       | Peter Teravainen                | 268                             | -16                             | £ 752,248                       |
| 1996                                           | Mariánské Lázně Golf Club       | Jonathan Lomas                  | 272                             | -12                             | £ 755.605                       |
| 1997                                           | Prague Karlstein G.C.           | Bernhard Langer                 | 264                             | -20                             | £ 804.788                       |
| 1998                                           | geannuleerd wegens overstroming | geannuleerd wegens overstroming | geannuleerd wegens overstroming | geannuleerd wegens overstroming | geannuleerd wegens overstroming |
| Czech Golf Open                                |                                 |                                 |                                 |                                 |                                 |
| 2008                                           | Golf Club Mnich                 | Clemens Prader                  |                                 |                                 |                                 |
| Moravia Silesia Open presented by ALO Diamonds |                                 |                                 |                                 |                                 |                                 |
| 2009                                           | Prosper Golf Resort             | Oskar Henningsson               | 275                             | -13                             | € 2.000.000                     |
| 2010                                           | Prosper Golf Resort             | Peter Hanson                    | 278                             | -10                             | € 2.000.000                     |
| 2011                                           | Prosper Golf Resort             | Oliver Fisher                   | 275                             | -13                             | € 1.500.000                     |
| D+D Real Czech Masters                         |                                 |                                 |                                 |                                 |                                 |
| 2014                                           | Albatross Golf Resort           | Wales Jamie Donaldson           | 274                             | -14                             | € 1.000.000                     |
| 2015                                           | Albatross Golf Resort           | België Thomas Pieters           | 268                             | -20                             | € 1.000.000                     |
| 2016                                           | Albatross Golf Resort           |                                 |                                 |                                 |                                 |
| 2017                                           | Albatross Golf Resort           |                                 |                                 |                                 |                                 |
| 2018                                           | Albatross Golf Resort           |                                 |                                 |                                 |                                 |